# Chan al-Ifrandż
Chan al-Ifrandż – karawanseraj zlokalizowany na Starym Mieście Akki, na północy Izraela. Jest najstarszym zachowanym w całości karawanserajem w mieście.

## Historia
Karawanseraj Chan al-Ifrandż został wybudowany w drugiej połowie XVI wieku na ruinach dzielnicy kupców weneckich z czasów krzyżowców. W 1535 roku Turcy osmańscy przyznali Francuzom prawa handlowe w Akce, dzięki czemu bardzo szybko zdominowali oni handel bawełną w mieście. Francuscy kupcy przejęli wówczas położony w centrum Starego Miasta Akki karawanseraj, który zaczęto od nich nazywać Chan Francuzów (arab. Chan al-Ifrandż). Znajdowała się w nim karczma oraz szkoła franciszkańska. W 1673 roku franciszkanie wybudowali przyległy od północy do chanu kościół Terra Sancta. W 1791 roku Dżazzar Pasza usunął z miasta francuskich kupców, jednak nazwa karawanseraja pozostała niezmieniona. W kolejnych latach budowla przeszła kilka przebudów. Obecnie w jego północnym i północno-wschodnim skrzydle mieści się franciszkańska szkoła Terra Santa.

## Architektura
Chan al-Ifrandż jest otwartym karawanserajem, w którym w przeszłości kupcy wyładowywali swoje towary na przestronnym wewnętrznym dziedzińcu. Wjazd był otwarty od strony zachodniej. Wokół kwadratowego dziedzińca w kolejnych latach powstawały nowe zabudowania, których coraz to nowe przebudowy spowodowały zaciemnienie dziedzińca. Obecnie w północnym i północno-wschodnim skrzydle mieści się franciszkańska szkoła Terra Santa. Na potrzeby szkoły dobudowano dwie kondygnacje, a dach przykryto czerwoną dachówką. W pierwotnym kształcie pozostała jedynie fasada południowa. Jest to dwukondygnacyjna budowla z arkadami na parterze i sklepioną bramą prowadzącą na ulicę.